# 葛布列·艾爾瑞傑斯坦
葛布列·阿卡迪耶維奇·烏列克揚（俄语：Габриэ́ль Арка́дьевич Урекля́н，羅馬化：Gabriyelʹ Arkadyevich Ureklyan，1899年12月15日—1945年6月30日），又名艾爾瑞傑斯坦（羅馬化：El-Registan），是一名蘇聯亞美尼亞記者、戰地記者、作家、詩人和編劇。

## 生平
葛布列出生於俄羅斯帝國撒馬爾罕州（今烏茲別克）撒馬爾罕的一個亞美尼亞銀行家家庭。他的父親阿爾沙克·烏列克揚（Arshak Ureklyan）於1890年代從鄂圖曼帝國統治下的亞美尼亞逃到第比利斯，隨後搬到撒馬爾罕。在俄國內戰和隨後蘇聯接管中亞期間，他站在布爾什維克一邊。他開始了記者和作家的生涯，採用「艾爾瑞傑斯坦」的綽號，這是由他的名字的一部分和撒馬爾罕最著名的地標雷吉斯坦廣場所組成的。他在幾家著名的中亞報紙工作，包括塔什干的《Pravda Vostoka》。他作為一名有才華的記者取得了突出的成績，並被邀請到莫斯科為《消息報》工作。在那裡，他報導了蘇聯大規模的建設和重工業建設運動，例如白海-波羅的海運河、烏拉爾重型機器製造廠等，並成為一個著名的宣傳員。他還寫過電影劇本和廣播劇，艾爾瑞傑斯坦也許因他的蘇聯電影《Djulbars》（1935年）的劇本而更加知名。作曲家阿西亞·蘇丹諾娃將他的一些作品譜成音樂。
1941年6月納粹入侵蘇聯後，艾爾瑞傑斯坦成為一名特別戰地記者，經常前往前線採訪。他引起約瑟夫·史達林的注意，當他提交與謝爾蓋·米哈爾科夫合作編寫的新蘇聯國歌草案時，史達林親自選擇了該草案，並指示作者進行修改。最後它在1944年被採納為蘇聯國歌。
艾爾瑞傑斯坦與莫斯科的女演員瓦倫蒂娜·加拉尼娜（Valentina Galanina）結婚。1945年6月30日，艾爾瑞傑斯坦在莫斯科去世，被埋葬在新聖女公墓者，享年45歲。